# Ньюджент, Дэвид
Дэ́вид Джеймс Нью́джент (англ. David James Nugent; 2 мая 1985, Хайтон, Мерсисайд) — английский футболист, нападающий.

## Клубная карьера

### «Бери»
Ньюджент начинал карьеру в академии «Ливерпуля», но в 2001 году он её покинул и отправился в «Бери». В марте 2002 года, в возрасте 16 лет, он дебютировал за клуб, выйдя на замену в матче против «Порт Вейл». Забив 11 голов в 26 матчах Второй лиги сезона 2004/05, Ньюджент заинтересовал более крупные клубы.

### «Престон»
В январе 2005 года Ньюджент перешёл в «Престон Норт Энд» за 100 тысяч фунтов. В сезоне 2005/06 он забил 10 голов в 32 матчах и помог клубу занять четвёртое место в Чемпионшипе, однако в полуфинале плей-офф «Престон» уступил «Лидс Юнайтед». В следующем сезоне Ньюджент забил 15 голов, но клуб занял только седьмое место.

### «Портсмут»
В июле 2007 года Ньюджент перешёл в «Портсмут» за 6 миллионов фунтов и подписал контракт на четыре года. В 2008 году Ньюджент в составе «Помпи» выиграл Кубок Англии, выйдя в финальном матче против «Ипсвич Таун» на замену на 69-й минуте. Свой первый гол в Премьер-лиге Дэвид забил 18 января 2009 года в ворота «Тоттенхэм Хотспур» (1:1). 31 января и 7 февраля он забил по голу в ворота «Фулхэма» и «Ливерпуля» соответственно.

### «Бернли»
1 сентября 2009 года Ньюджент был отдан в аренду на полгода в «Бернли». 12 сентября он дебютировал за новую команду, выйдя на замену в гостевом матче против «Ливерпуля». 19 сентября Дэвид дебютировал на домашнем стадионе «Бернли» в матче против «Сандерленда» (3:1), выйдя на замену на 57-й минуте и оформив дубль. 1 февраля 2010 года аренда Ньюджента была продлена до конца сезона.
Летом 2010 года «Бернли» не смог договориться с «Портсмутом» о выкупе Ньюджента. В итоге в сезоне 2010/11 Дэвид с 14 голами стал лучшим бомбардиром в составе «Помпи».

### «Лестер Сити»
5 июля 2011 года Ньюджент в качестве свободного агента подписал трёхлетний контракт с «Лестер Сити». 6 августа он дебютировал за новую команду в матче против «Ковентри Сити» (1:0), а 17 августа, в матче против «Бристоль Сити», он забил за неё первый гол. 18 февраля 2012 года Ньюджент забил победный гол в ворота «Норвич Сити» (2:1) и вывел «Лестер» в четвертьфинал Кубка Англии. В сезоне 2011/12 Дэвид стал лучшим бомбардиром клуба с 16 голами во всех турнирах.
23 сентября 2012 года, в матче против «Халл Сити» (3:1), Ньюджент оформил первый в карьере хет-трик. Сезон 2012/13 он снова закончил в статусе лучшего бомбардира «Лестера», забив 16 голов. 22 февраля 2014 года Дэвид забил 50-й гол в составе «лис». В сезоне 2013/14 он забил 20 голов и отдал 12 голевых передач, что помогло «Лестеру» выиграл Чемпионшип и подняться в Премьер-лигу.
9 июля 2014 года Ньюджент продлил контракт с клубом до 2016 года. Первый гол за «Лестер» в Премьер-лиге нападающий забил 21 сентября 2014 года в ворота «Манчестер Юнайтед». Всего за сезон 2014/15 он забил в ворота соперников 5 голов.

### «Мидлсбро»
14 августа 2015 года Ньюджент перешёл в «Мидлсбро», подписав контракт на три года. 12 сентября 2015 года нападающий открыл счёт своим голам в составе «Боро», поразив ворота «Милтон-Кинс Донс». По итогам сезона 2015/16 Ньюджент забил 8 мячей, отдал 8 результативных передач и помог своему клубу со второго места выйти в Премьер-Лигу.

## Карьера в сборной
В феврале 2005 года Ньюджент дебютировал за молодёжную сборную Англии в матче против валлийцев. Первый гол за молодёжку он забил в ворота сборной Молдавии 15 августа 2006 года.
19 марта 2007 года Ньюджент был вызван в основную сборную Англии вместо травмированного Даррена Бента. 28 марта он дебютировал в сборной, выйдя на замену в матче отборочного раунда чемпионата Европы 2008 года против сборной Андорры (3:0). В том матче он забил третий гол в ворота соперника на 92-й минуте.
Ньюджент стал первым футболистом «Престон Норт Энд» за 49 лет после Тома Финни, сыгравшим за сборную Англии. Также он стал первым игроком сборной Англии с 2003 года, выступающим в Футбольной лиге Англии, после Дэвида Джеймса.
В июне 2007 года Ньюджент выступал за молодёжную сборную на чемпионате Европы, где он забил один гол.

## Достижения

### Командные достижения
«Портсмут»
- Обладатель Кубка Англии: 2007/08

«Лестер Сити»
- Победитель Чемпионшипа: 2013/14

«Мидлсбро»
- Вице-чемпион Чемпионшипа: 2015/16 (2-е место)

### Личные достижения
- Молодой игрок сезона в Чемпионшипе: 2005/06